# ラプラタ川

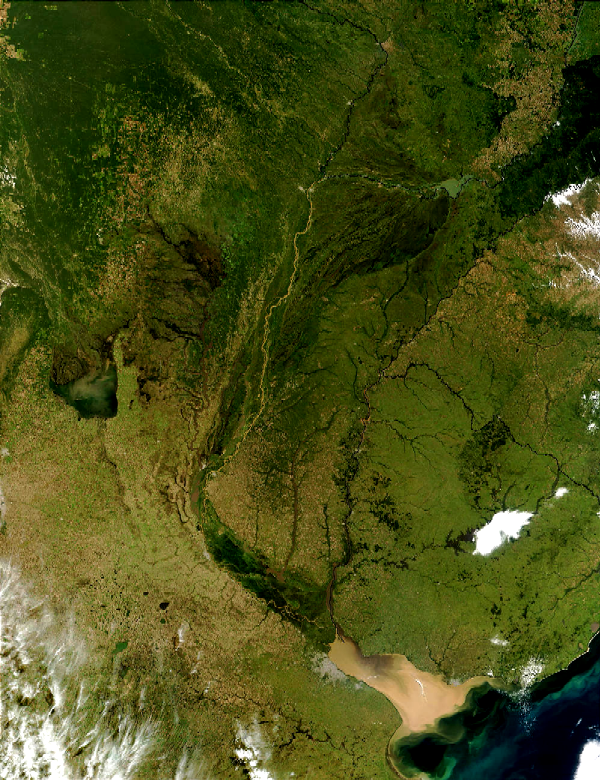
ラプラタ川下流の衛星写真

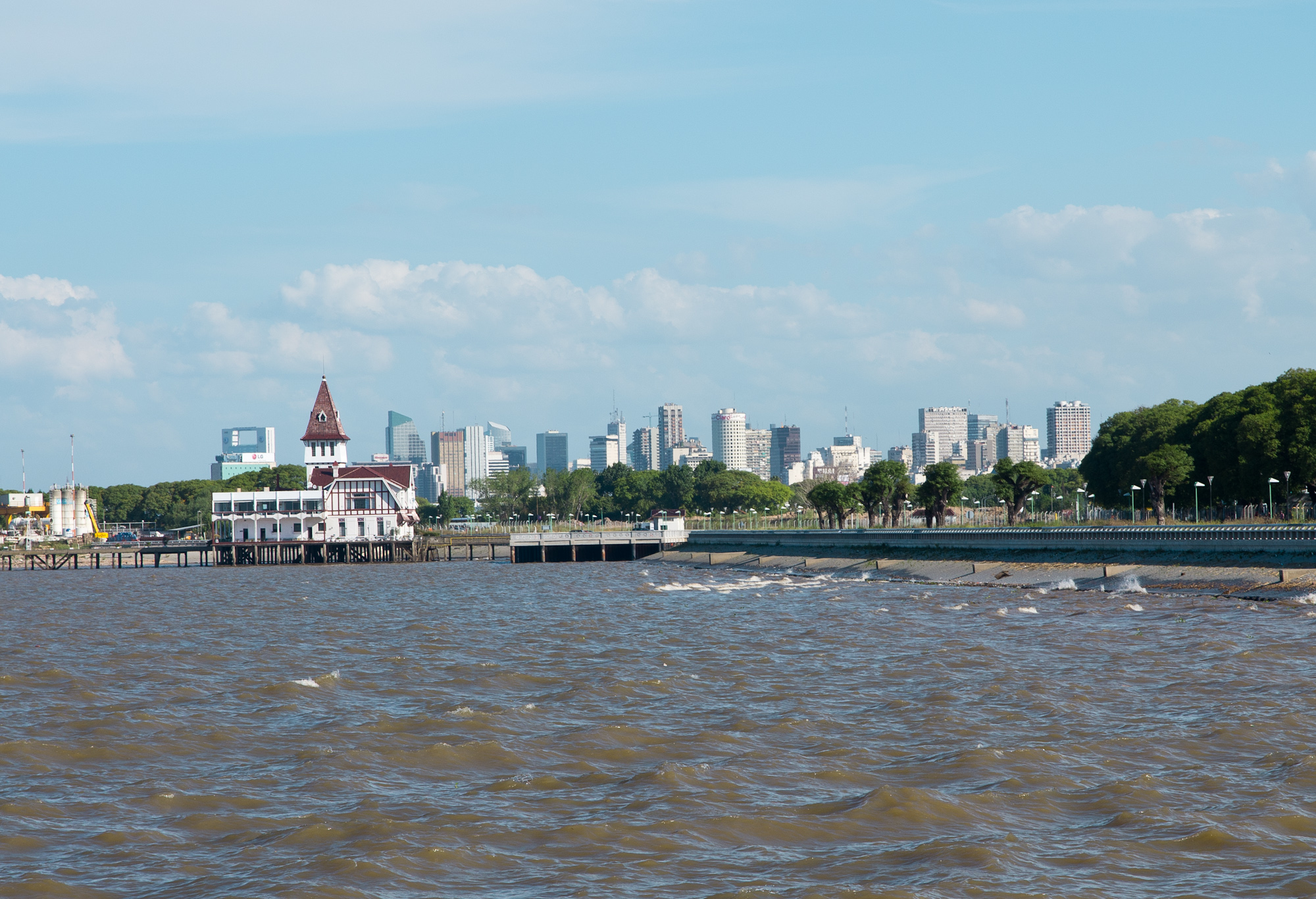
ラプラタ川

ラプラタ川（ラプラタがわ、スペイン語: Río de la Plata〔リオ・デ・ラ・プラタ〕、ポルトガル語: Rio da Prata、英語: River Plate, La Plata River, Plata River）は、アルゼンチンとウルグアイの間を流れる川である。河口部が全幅約270kmの三角江（エスチュアリー）となっている。
ラプラタ川はウルグアイ川、パラグアイ川、パラナ川の各河川をはじめとする無数の支流を含む巨大な水系としての意味も持ち、その流域面積はおよそ310万km2でパラグアイ全土、ボリビア南東部、ウルグアイの大部分、ブラジルおよびアルゼンチンのかなりの部分を含んでいる。
河口部にはウルグアイの首都モンテビデオ、アルゼンチンの首都ブエノスアイレスがある。

## 経済
ラプラタ水系の経済的価値は流域面積の割には小さいといえる。第一の原因として考えられるのは、その水深の浅さである。水系の大部分は船底の浅い船しか航行できないため、ミシシッピ川やドナウ川といった大河のように内陸部まで大型船が遡上できない。灌漑や水力発電に関しても同様に経済性が小さい。

## 歴史
1516年、スペインの航海者フアン・ディアス・デ・ソリス（Juan Díaz de Solís）が大西洋から太平洋への水路を求めて探検中に「発見」した。スペイン人はこの川を銀の川であることを願って「ラ・プラタ（Plata＝銀、ラは女性定冠詞）川」と命名した。

## 流域の都市
スペイン人は、植民地の運営のために必要な町を川に沿って建設したが、スペインからの独立後、その多くは独立した新しい国家の首都やその地方の州の州都等へとなったものが多い。

### ラプラタ川流域の首都所在地
- ブエノスアイレス（アルゼンチン）
- モンテビデオ（ウルグアイ）
- アスンシオン（パラグアイ）

## 支流
- パラナ川
  - イグアス川
  - パラグアイ川
- ウルグアイ川